# Pluschne
Pluschne (ukrainisch Плужне; russisch Плужное Pluschnoje, polnisch Plużno) ist ein Dorf im Norden der ukrainischen Oblast Chmelnyzkyj mit etwa 2700 Einwohnern (2021).

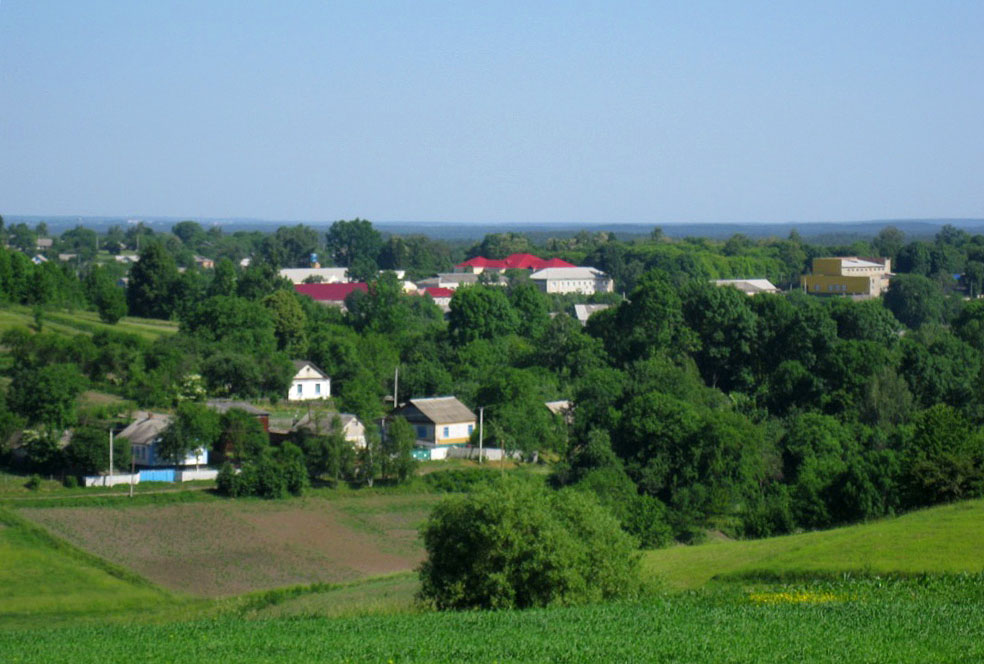
Blick auf das Dorf

Die um 1590 erstmals schriftlich erwähnte Ortschaft liegt an der Territorialstraße T–23–13 etwa 130 km nordwestlich vom Oblastzentrum Chmelnyzkyj und 23 km nordwestlich vom ehemaligen Rajonzentrum Isjaslaw.

## Verwaltungsgliederung
Am 11. Februar 2019 wurde das Dorf zum Zentrum der neugegründeten Landgemeinde Pluschne (Плужненська сільська громада/Pluschnenska silska hromada). Zu dieser zählten auch die 11 in der untenstehenden Tabelle aufgelisteten Dörfer, bis dahin bildete es zusammen mit den Dörfern Choten Druhyj, Choten Perschyj und Hawryliwka die gleichnamige Landratsgemeinde Pluschne (Плужненська сільська рада/Pluschnenska silska rada) im Süden des Rajons Isjaslaw.
Am 12. Juni 2020 kamen noch die weiteren 11 Dörfer Antoniwka, Boryssiw, Dertka, Dolotschtschja, Kamjanka, Kuniw, Lisna, Mychajliwka, Nowosilka, Storonytsche und Sywir zum Gemeindegebiet.
Am 17. Juli 2020 kam es im Zuge einer großen Rajonsreform zum Anschluss des Rajonsgebietes an den Rajon Schepetiwka.
Folgende Orte sind neben dem Hauptort Pluschne Teil der Gemeinde:
| Name                     | Name           | Name                                      |
| ukrainisch transkribiert | ukrainisch     | russisch                                  |
| ------------------------ | -------------- | ----------------------------------------- |
| Antoniwka                | Антонівка      | Антоновка (Antonowka)                     |
| Boryssiw                 | Борисів        | Борисов (Borissow)                        |
| Choten Druhyj            | Хотень Другий  | Хотень Второй (Choten Wtoroi)             |
| Choten Perschyj          | Хотень Перший  | Хотень Первый (Choten Perwy)              |
| Dertka                   | Дертка         | Дертка                                    |
| Dobryn                   | Добрин         | Добрин (Dobrin)                           |
| Dolotschtschja           | Долоччя        | Долочье (Dolotschje)                      |
| Hawryliwka               | Гаврилівка     | Гавриловка (Gawrilowka)                   |
| Kamjanka                 | Кам'янка       | Каменка (Kamenka)                         |
| Kuniw                    | Кунів          | Кунев (Kunew)                             |
| Lisna                    | Лісна          | Лесная (Lesnaja)                          |
| Mala Radohoschtsch       | Мала Радогощ   | Малая Радогощь (Malaja Radogoschtsch)     |
| Mjakoty                  | М'якоти        | Мякоты                                    |
| Mychajliwka              | Михайлівка     | Михайловка (Michailowka)                  |
| Nowa Hutyska             | Нова Гутиська  | Новая Гутиска (Nowaja Gutiska)            |
| Nowosilka                | Новосілка      | Новосёлка (Nowosjolka)                    |
| Sakrynytschne            | Закриничне     | Закриничное (Sakrinitschnoje)             |
| Schekerynzi              | Шекеринці      | Шекеринцы (Schekerinzy)                   |
| Stara Hutyska            | Стара Гутиська | Старая Гутиска (Staraja Gutiska)          |
| Storonytsche             | Сторониче      | Сторониче (Storonitsche)                  |
| Sywir                    | Сивір          | Сивер (Siwer)                             |
| Welyka Radohoschtsch     | Велика Радогощ | Великая Радогощь (Welikaja Radogoschtsch) |